# Place Stephenson
Pour les articles homonymes, voir Place Stephenson.
La place Stephenson (en néerlandais : Stephensonplein) est une place bruxelloise de la commune de Schaerbeek, située à la jonction de la rue Stephenson, de la rue James Watt et de la rue Van Schoor.

## Histoire et description
Cette place porte le nom de l'ingénieur ferroviaire George Stephenson (1781-1848).
La numérotation des habitations va de 1 à 18 dans le sens des aiguilles d'une montre.